# Orio al Serio
Orio al Serio ist eine italienische Gemeinde (comune) mit 1634 Einwohnern (Stand 31. Dezember 2023) in der Provinz Bergamo, Region Lombardei.

## Geographie
Orio al Serio liegt vier km südöstlich der Provinzhauptstadt Bergamo und 45 km nordöstlich der Metropole Mailand.
Die Nachbargemeinden sind Azzano San Paolo, Bergamo, Grassobbio, Seriate und Zanica.

## Verkehr
Auf dem Gemeindegebiet liegt der Flughafen Bergamo.

## Sehenswürdigkeiten
- Die Pfarrkirche San Giorgio stammt aus dem 16. Jahrhundert. Sie wurde in der Folgezeit mehrfach restauriert. Ursprünglich war sie Santa Maria gewidmet.

- Der Palazzo Malliani wurde im 18. Jahrhundert erbaut.

- Der mittelalterliche Turm gehörte ursprünglich zu einer Festung aus dem Mittelalter. Er ist aus Steinen gebaut und misst ca. 25 Meter.